# ガイウス・カッシウス・ロンギヌス (紀元前171年の執政官)
ガイウス・カッシウス・ロンギヌス（Gaius Cassius Longinus、 生没年不詳）は、紀元前2世紀初頭の共和政ローマの政治家・軍人。紀元前171年に執政官（コンスル）を、紀元前154年に監察官（ケンソル）を務めた。

## 出自
ロンギヌスはプレブス（平民）であるカッシウス氏族の出身。共和政初期にカッシウス氏族から執政官が出ているが、これらはパトリキ（貴族）系である。プレブス系カッシウス氏族が歴史に登場するのは第一次ポエニ戦争の頃で、その後共和政後期になると、氏族の中から重要な公職に就任するものが出てきた。本記事のロンギヌスは、氏族としては最初の執政官であり、ロンギヌスというコグノーメン（第三名、個人名）が確認できる最初の人物でもある。ロンギヌスの父も祖父も、プラエノーメン（第一名、個人名）はガイウスである。

## 経歴
現存する資料の中でのロンギヌスに関する最初の言及は紀元前178年のことで、トリブヌス・ミリトゥム（高級幕僚）を務めていた。ロンギヌスはしばらくの間、アリミヌムに駐留していた軍団を指揮し、イストリアとの戦争を意図していた。しかし、この軍団は疫病で大きな被害を受け、解散せざるを得なかった。ウィリウス法でプラエトル（法務官）就任から執政官就任まで最低3年を開けることが規定されていることから、遅くとも紀元前174年までにロンギヌスは法務官に就任したはずである。紀元前173年には、ガリアとリグリアの土地の分配のために十人委員会に選ばれている。
紀元前171年、ロンギヌスは執政官に就任した。同僚はプレブスのプブリウス・リキニウス・クラッススで、前年に続いて両執政官ともプレブスが務めることとなった。この年、第三次マケドニア戦争が始まった。くじ引きの結果、クラッススがこの戦争の指揮をとることとなり、ロンギヌスはイタリアを管轄することとなった。ロンギヌスは落胆したが、軍をアクイレイアに集め、そこから自身の判断でイリュリアを通ってマケドニアに向かおうとした。しかし、その途中で元老院からの帰還命令が到着し、ローマに戻らざるを得なくなった。帰途、ガリア、カルニ、イストリアで略奪を行ったが、これら部族はローマと戦争状態にはなかったため、元老院に対して苦情を申し立てた。しかし、それが提出されたときには、ロンギヌスは既にマケドニアにいた。執政官の任期は完了していたが、新たな執政官アウルス・ホスティリウス・マンキヌスの高級幕僚となっていたのだ。元老院はガリア等からの使節に対し、ロンギヌスのような高位の人物を、欠席裁判で裁くことはできないと回答した。
ロンギヌスは戦争が終わるまでバルカン半島に留まった。紀元前168年には、法務官ルキウス・アニキウス・ガッルスが、捕虜としたイリュリア王ゲンティウスの保護を彼に託したことが知られている。
紀元前154年、ロンギヌスはその政治歴史の頂点に達した。ロンギヌスはマルクス・ウァレリウス・メッサッラと共に、監察官に就任したのである。二人は石造りの恒久的な劇場を建設しようとしたが、プブリウス・コルネリウス・スキピオ・ナシカ・コルクルムが「無用な上に公衆道徳に反する」として、これに反対した。ティトゥス・リウィウスの『ローマ建国史』の第48巻の要約には、元老院が建設中の劇場を取り壊すことを決定したとある。一方でオロシウスは、建設計画が破棄されたのみとしている。現代の歴史学者は、古代の作家が紀元前125年の出来事と混同してる可能性があるとしており、その場合はは関与した監察官はルキウス・カッシウス・ロンギヌス・ラウィッラということになる。
ロンギヌスがいつ死去したかは分からない。アウルス・ゲッリウスは大カトがカッシウス氏族の誰かに対して告発を行ったとしているが、それがロンギヌスかあるいは親戚の誰かなのかは分からない。

## 参考資料

### 古代の資料
- アウルス・ゲッリウス『アッティカ夜話』
- カピトリヌスのファスティ
- ティトゥス・リウィウス『ローマ建国史』
- オロシウス『異教徒に反駁する歴史』

### 研究書
- Broughton R. Magistrates of the Roman Republic. - New York, 1951. - Vol. I. - P. 600.
- Münzer F. Cassius // Paulys Realencyclopädie der classischen Altertumswissenschaft . - 1899. - Bd. IV, 1. - S. 1678.
- Münzer F. Cassius 55 // Paulys Realencyclopädie der classischen Altertumswissenschaft . - 1899. - Bd. IV, 1. - S. 1726.
- Münzer F. Cornelius 353 // Paulys Realencyclopädie der classischen Altertumswissenschaft . - 1900. - Bd. VII. - S. 1498-1501.